# Tofield
Tofield is een plaats (town) in de Canadese provincie Alberta en telt 1876 inwoners (2006).

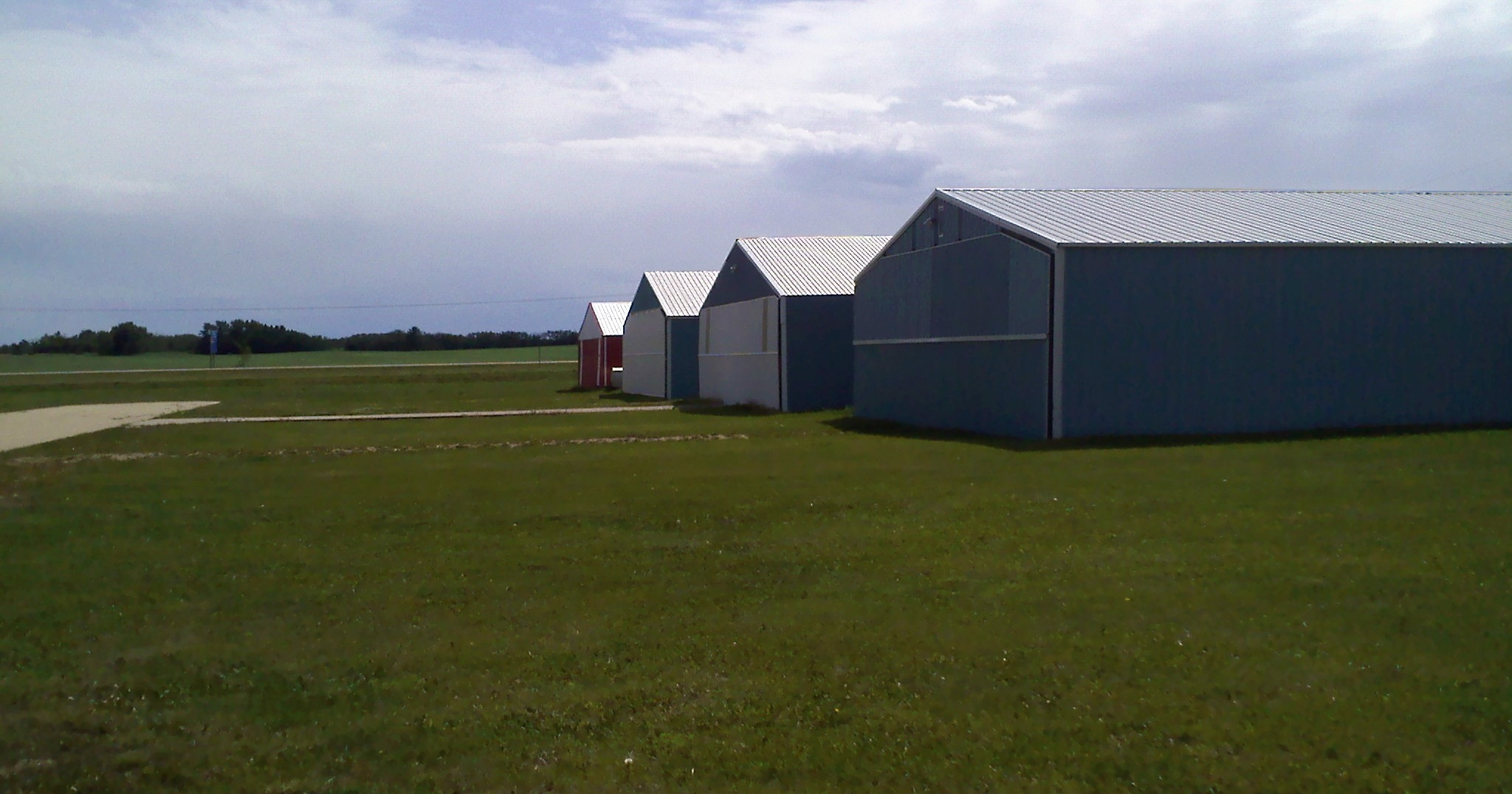
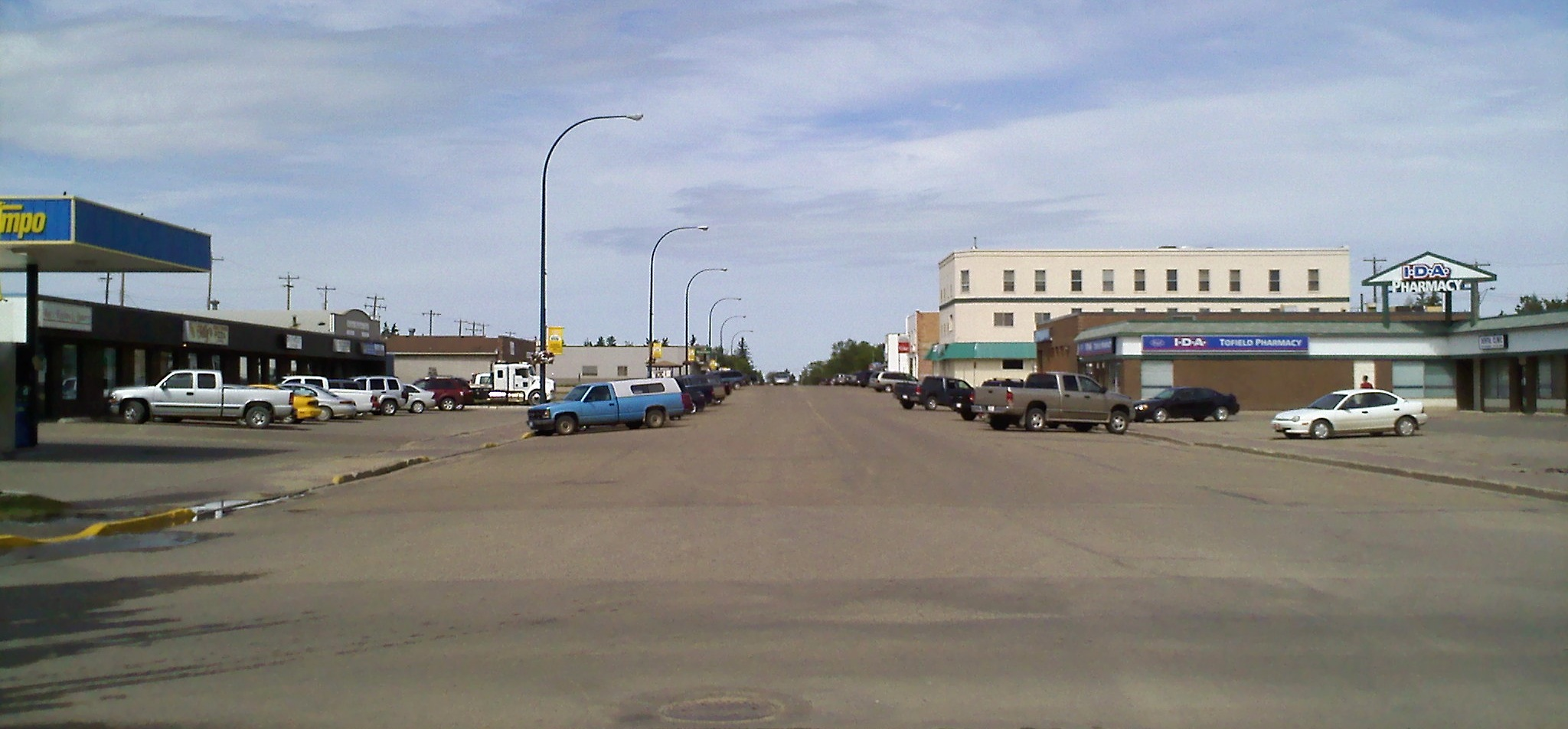

## Geboren
- William McCauley (14 februari 1917), componist, muziekpedagoog, dirigent en trombonist.